# Ряховский, Василий Дмитриевич
Васи́лий Дми́триевич Ряхо́вский (1897—1951) — русский писатель, педагог, военный корреспондент, ученик Максима Горького.

## Биография
В. Д. Ряховский родился 9 (21 октября) 1897 года в селе Перехваль (ныне — Данковский район, Липецкая область) в семье крестьянина. В 1917 году окончил Александровскую учительскую семинарию в Рязани, работал сельским учителем, школьным инспектором в Данкове (1917—1921). Один год учился в МГУ (1922). Начал печататься в 1923.
Одни из первых произведений — роман «Дворики» — о жизни русской деревни в начале XX века, роман «С гор потоки» — о начальном периоде колхозной жизни в средней полосе России, исторические повести «Родная сторона» и «Евпатий Коловрат» (в последней Ряховский показал борьбу народа с татарскими захватчиками).
Ряховский стремился как можно полнее художественно проанализировать характер русского крестьнина, в первую очередь живущего в Рязанской губернии.
В 1920-х годах В. Д. Ряховский познакомился с М. Горьким, после чего стал его учеником. В 1925 году Горький писал ему: «Перо у Вас мягкое, сердце, должно быть, тоже хорошее, доброе. Очень приятно отметить, что Вы, видимо, не любите останавливаться на темных сторонах жизни…». Горький помог ему при написании истории родного села.
В годы Великой Отечественной войны Ряховский был военным корреспондентом газет Черноморского флота. Тогда же он пишет сборник рассказов «Возрождение».
После войны он начал работу над романом о сельской интеллигенции, но окончить не успел.
Писатель умер 16 сентября 1951 года. Похоронен в Москве на Преображенском кладбище.

## Увековечение памяти
В родном селе Перехваль 4 февраля 1999 года в местной средней школе открыт литературно-художественный музей; там также представлены картины сына Ю. В. Ряховского — московского художника и писателя.
На месте дома, где он жил, стоит гранитный памятный знак: «Здесь стоял дом, в котором родился и жил писатель Ряховский Василий Дмитриевич. 1897—1951».